# Koshantschikovius snizeki
Koshantschikovius snizeki är en skalbaggsart som beskrevs av Bordat 2005. Koshantschikovius snizeki ingår i släktet Koshantschikovius och familjen Aphodiidae. Inga underarter finns listade i Catalogue of Life.